# 고양군 (1971년 선거구)
고양군은 대한민국의 옛 국회의원 선거구이다. 당시 경기도 고양군 지역을 관할했다.

## 역사
제8대 국회의원 선거를 앞두고 고양군·파주군 선거구에서 분리되면서 신설되었다.
제9대 국회의원 선거를 앞두고 고양군·강화군 선거구와 통합되면서 고양군·김포군·강화군 선거구를 이루게 되면서 폐지되었다.

## 역대 국회의원
| 선거   | 정당 | 정당       | 의원   |
| ------ | ---- | ---------- | ------ |
| 1971년 |      | 민주공화당 | 김유탁 |

## 역대 선거 결과

### 대한민국 제8대 국회의원 선거
|  | 60.47% |

|  | 38.80% |

|  | 0.71% |